# Dryopsophus gramineus
Espèce
Synonymes
- Hyla graminea Boulenger, 1905
- Litoria graminea (Boulenger, 1905)

Statut de conservation UICN

 DD  : Données insuffisantes
Dryopsophus gramineus est une espèce d'amphibiens de la famille des Pelodryadidae.

## Répartition
Cette espèce est endémique de la province du Golfe en Papouasie-Nouvelle-Guinée,. Elle se rencontre à 100 m d'altitude dans le bassin du fleuve Lakekamu.

## Description
L'holotype mesure 52 mm.

## Publication originale
- Boulenger, 1905 : Descriptions of new Tailless Batrachians in the Collection of the British Museum. Annals and Magazine of Natural History, sér. 7, vol. 16, no 92, p. 180-184 (texte intégral).